# Indika
Indika est un jeu vidéo indépendant d'aventure développé par le studio Odd Meter et publié par 11 bit studios. Il sort en mai 2024  sur les plateformes Microsoft Windows, PlayStation 5 et Xbox Series S/X.

## Synopsis
Le joueur incarne une jeune nonne orthodoxe dans la Russie du XIXe siècle qui rejoint un fugitif dans sa quête d'une relique.

## Mécanismes de jeu

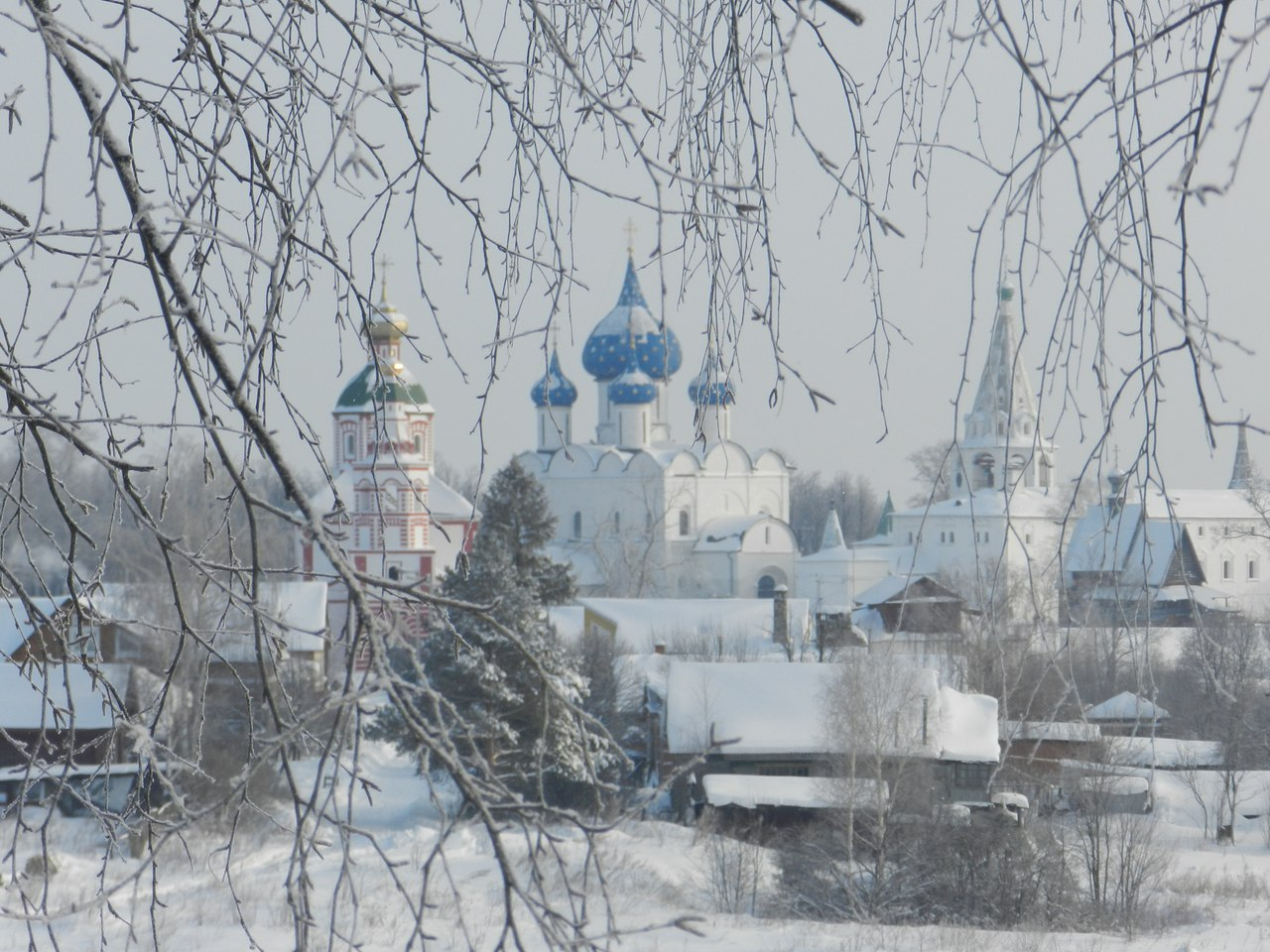
Les panoramas d'Indika jouent sur la perspective en laissant entrevoir de grands bâtiments de style orthodoxe.

Certains des mécanismes nécessitant l'action du joueur sont volontairement conçus pour être frustrants ou inutiles, telles que l'injonction à faire des aller-retours en portant des seaux d'eau, pour mieux exprimer la monotonie de la vie d'Indika au monastère. Plus tard, lorsque celle-ci quitte le monastère, le gameplay se concentre alors sur des énigmes environnementales qui requièrent que le joueur manipule des éléments du décor.
Le jeu mélange graphismes de type réaliste en 3D, et épisodes en pixel 16-bit. Un système de points d'expérience permet d'acquérir des compétences dans deux catégories différentes, la « honte » et la « culpabilité », sans que celles-ci ne paraissaient avoir une quelconque utilité pour l'expérience de jeu.

## Développement
Le développement du jeu est initié à Moscou, où résident les membres du studio Odd Meter. En 2022, à la suite de la crise géopolitique que représente l'invasion de l'Ukraine par la Russie, les développeurs émigrent au Kazakhstan. Cette délocalisation se fait dans les premiers mois du conflit, afin d'éviter la conscription des employés russes.

## Accueil
En octobre 2024, Indika est notamment nommé aux Golden Joystick Awards dans la catégorie du meilleur jeu vidéo indépendant.